# Lahouaza
Lahouaza  (in arabo لحوازة‎?) è un centro abitato e comune rurale del Marocco situato nella provincia di Settat, regione di Casablanca-Settat. Conta una popolazione di 7 394 abitanti (censimento 2014).